# Atrichopogon kelainosoma
Atrichopogon kelainosoma är en tvåvingeart som beskrevs av Ingram och John William Scott Macfie 1922. Atrichopogon kelainosoma ingår i släktet Atrichopogon och familjen svidknott. Inga underarter finns listade i Catalogue of Life.